# Dicranoptycha tigrina
Dicranoptycha tigrina är en tvåvingeart som beskrevs av Alexander 1919. Dicranoptycha tigrina ingår i släktet Dicranoptycha och familjen småharkrankar. Inga underarter finns listade i Catalogue of Life.